# Żupa solna

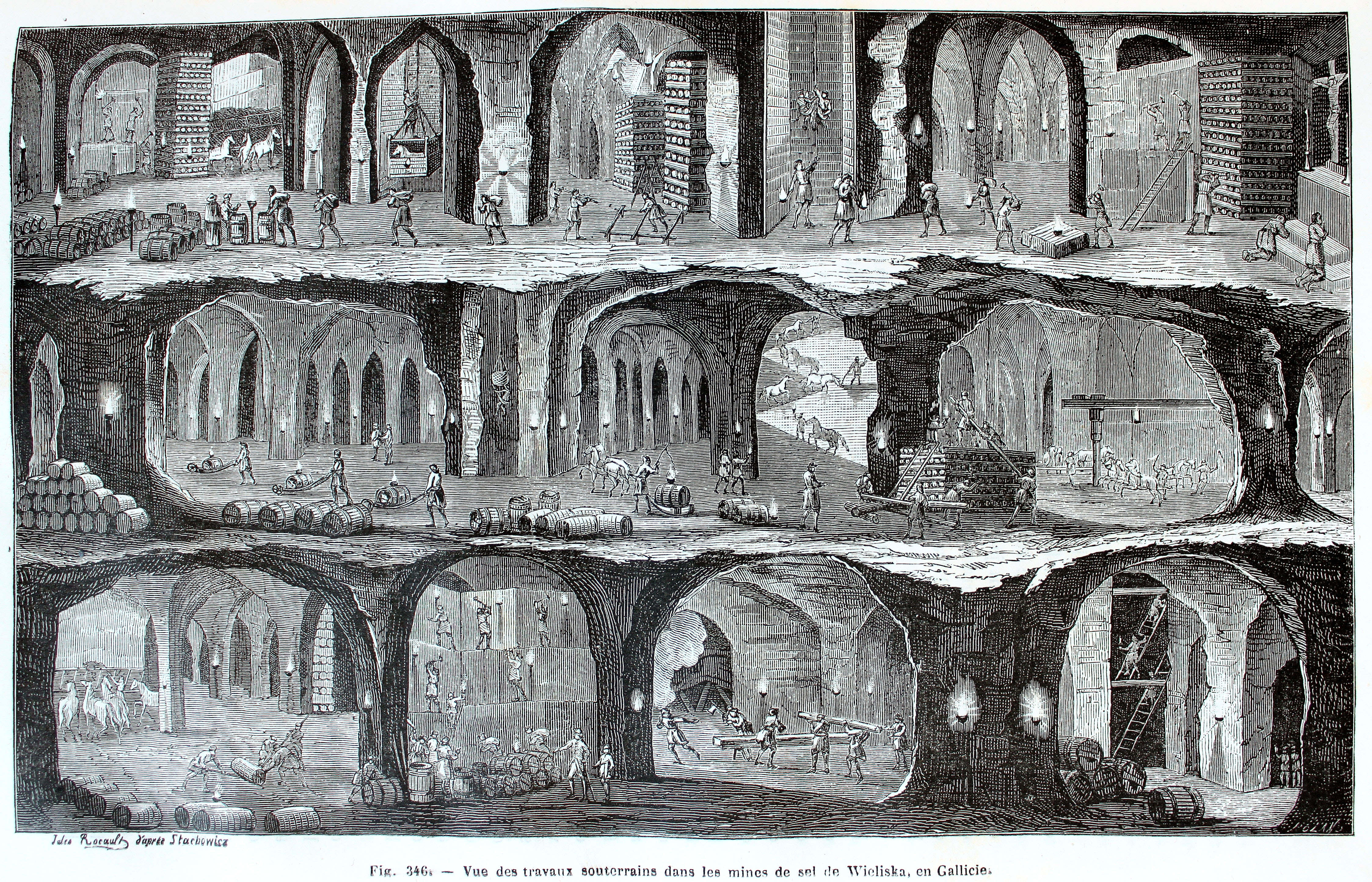
Kopalnia soli w Wieliczce

Żupa solna – w dawnej Polsce mianem tym określano kopalnię soli, zwykle w posiadaniu książąt lub królów. 
Żupą solną, tak jak kopalniami kruszców, zarządzał żupnik, mianowany urzędnik królewski. Oprócz żup królewskich istniały również żupy prywatne.
W średniowiecznej Polsce znajdowały się dwa obszary wydobycia soli:
- podkrakowski, złożony z żup w Wieliczce i Bochni, działający co najmniej od XI wieku;
- ruski, składający się z żup królewskich w Tyrawie Solnej, Starej Soli, Jasienicy Solnej, Modryczu, Stebniku, Solcu, Truskawcu, Kałuszu i Sołotwinie, znajdujący się na terenie dawnych Grodów Czerwieńskich, działający przypuszczalnie od czasów rzymskich[1].